# 후포항 (거제시)
후포항은 경상남도 거제시 사등면 오량리에 있는 어항이다. 2003년 2월 3일 어촌정주어항으로 지정하여 관리하고 있다. 시설관리자는 거제시장이다.
 신계 넘어 북쪽 고개섬 동쪽에 있는 갯마을에 있다.

## 어항 구역
- 수역: 미지정(거제시 사등면 오량리 619-16번지 수역)
- 육역: 미지정

## 어항 시설
- 물양장, 선착장

## 주요 어종
- 굴, 도다리, 감성돔, 노래미, 멸치